# Kurt Brennecke
Kurt Brennecke, né le 16 décembre 1891 à Ringelheim et mort le 30 décembre 1982 à Bonn, est un General der Infanterie allemand qui a servi dans la Heer de la Wehrmacht (Armée de terre) pendant la Seconde Guerre mondiale.
Il a été récipiendaire de la croix de chevalier de la croix de fer. Cette décoration est attribuée pour récompenser un acte d'une extrême bravoure sur le champ de bataille ou un commandement militaire avec succès.

## Biographie
Brennecke s'engage le 18 février 1910 dans le 15e régiment d'infanterie (de) de l'armée prussienne en tant que porte-drapeau. Il y est promu lieutenant le 18 août 1910 et, en tant que tel, nommé adjudant du 2e bataillon le 1er avril 1914. C'est dans cette position que Brennecke se rend sur le terrain après le début de la Première Guerre mondiale et est blessé lors des combats sur le front occidental en France le 18 octobre 1914. Après avoir séjourné à l'hôpital et s'être rétabli, il retourne au front avec son régiment et est utilisé comme adjudant de régiment du 2 juin 1915 au 3 octobre 1916. Brennecke devient ensuite adjudant de la 26e brigade d'infanterie, puis, à partir de la mi-juin 1918, officier d'ordonnance auprès du 2e commandement supérieur d'armée et est promu capitaine le 18 août 1918.
Kurt Brennecke est capturé par les forces américaines en mai 1945 et reste en captivité jusqu'en mars 1948.

## Décorations
- Croix de fer (1914)
  - 2e classe (16 octobre 1914)
  - 1re classe (30 octobre 1915)
- Insigne des blessés (1914)
  - en Noir
- Croix d'honneur (30 janvier 1935)
- Médaille de l'Anschluss (18 avril 1939)
- Agrafe de la croix de fer (1939)
  - 2e classe (12 septembre 1939)
  - 1re classe (28 septembre 1939)
- Insigne de combat d'infanterie
- Médaille du Front de l'Est
- Croix de chevalier de la croix de fer
  - Croix de chevalier le 22 février 1942 en tant que General der Infanterie et commandant du 43e corps d'armée (Allemagne)[1]
- Commandeur de l'Ordre du Mérite de la République fédérale d'Allemagne